# Rikar Gil
Rikar Gil, nascut Ricardo Ramírez Gil (Barcelona, 1976 - Madrid, 21 de gener de 2017) va ser un actor català.
Havia participat en diverses sèries de televisió, com ara La Riera, on havia donat vida al Gaspar, o El ministerio del tiempo. La seva última pel·lícula va ser Julie (2016), d'Alba González de Molina.
Morí el 21 de gener de 2017 a conseqüència d'un accident de moto.